# Журнал для родителей и наставников
«Журна́л для роди́телей и наста́вников» — журнал, выходивший в Москве с 1864 по 1865 год.

## История
«Журнал для родителей и наставников» выходил дважды в месяц в Москве в 1864—1865 годах.
Был преобразован из журнала «Воспитание» (1860—1863).
Издавал и редактировал журнал педагог Фёдор Кейзер. В 1864 году имел 352 подписчика.
Издание имело консервативное направление, отстаивавшее религиозное воспитание. В журнале печатались обзоры иностранной педагогической литературы, статьи по педагогике и дидактике, по истории, географии, математике, физике и словесности применительно к школьному обучению. Публиковались также правительственные распоряжения, педагогическая хроника и статистические сведения по народному образованию в различных странах.
Кроме редактора в журнале принимали участие С. Протопопов, М. Шемановский, П. Д. Шастаков, А. А. Чумиков.